# Пушкінське (Іглінський район)
Пу́шкінське (рос. Пушкинское, башк. Пушкинский) — присілок у складі Іглінського району Башкортостану, Росія. Входить до складу Калтимановської сільської ради.
Населення — 202 особи (2010; 249 в 2002).
Національний склад:
- білоруси — 87 %